# WDDX
WDDX (Web Distributed Data eXchange) es un estándar XML para el intercambio de información estructurada entre distintos lenguajes de programación. Usando WDDX es posible convertir un vector en PHP en una estructura WDDX serializada y luego des-serializarla en un programa perl y obtener como resultado un programa perl. Al permitir fácil y claramente el intercambio de datos entre distintos lenguajes, WDDX podría convertirse en una herramienta muy útil de la web de servicios, ya que una empresa que desee proveer un determinado servicio puede utilizar el lenguaje que quiera y entregar como resultado datos WDDX para que otras empresas usando otros lenguajes puedan tomarlo y utilizarlo.
En ColdFusion se utiliza la etiqueta cfwddx para realizar la serialización y desserialización de estructuras en código cfml, realizando los siguientes tipos de conversiones:
- CFML => WDDX ;
- CFML => JavaScript ;
- WDDX => CFML ;
- WDDX => JavaScript ;

Un ejemplo típico en ColdFusion sería el siguiente:
<cfwddx action="cfml2wddx" input="#MyQueryObject#" output="WddxTextVariable">
WddxTextVariable es la variable en la cual se almacena el resultado de WDDXXML y MyQueryObject es el nombre del objeto query.
Sintaxis:
<cfwddx

action = "acción"

input = "objeto_query"

output = "variable_resultado"

topLevelVariable = "top-level variable name for JavaScript"

useTimeZoneInfo = "yes" or "no"

validate = "yes" or "no" >

- Datos: Q262636